# Соколовка (Запорожская область)
Соколовка (укр. Соколівка) — село,
Михайловский сельский совет,
Вольнянский район,
Запорожская область,
Украина.
Код КОАТУУ — 2321584011. Население по переписи 2001 года составляло 630 человек.

## Географическое положение
Село Соколовка находится в 5-и км от левом берегу реки Днепр,
на расстоянии в 1 км от села Сергеевка.
Рядом проходит автомобильная дорога М-18 (E 105).

## История
- Село Соколовка возникло в 30-х годах XX века в результате переселения жителей из окрестных населенных пунктов, затопленных водами реки Днепр после возведения ДнепроГЭС.
- Первоначально было известно как хутор Шевченковский, но в 1960 году было переименовано, получив нынешнее имя.

## Объекты социальной сферы
- Школа.
- Дом культуры.
- Фельдшерско-акушерский пункт.

## Достопримечательности
- Братская могила советских воинов.